# Asthenes modesta
Asthenes modesta là một loài chim trong họ Furnariidae.